# 第2号小提琴协奏曲 (肖斯塔科维奇)
升C小调第2号小提琴协奏曲（作品号129）为德米特里·肖斯塔科维奇的最后一首协奏曲。作曲家于1967年春季谱成此曲以作题献之对象大卫·奥伊斯特拉赫六十岁生日的提前赠礼。其于1967年9月13日于莫斯科附近城镇博尔舍沃作非正式的首演，并于是年9月26日由奥伊斯特拉赫以及基里尔·康德拉辛执棒之莫斯科爱乐乐团于莫斯科作正式的首演。

## 谱面与结构
此协奏曲为独奏小提琴、短笛、长笛、二支双簧管、二支单簧管、二支巴松管、低音巴松管、四支圆号、定音鼓、筒鼓及弦乐组而作。

其演奏耗时约30分钟，分三个乐章：
1. 中板
2. 柔板
3. 柔板 — 快板

## 分析
升C小调之调式于小提琴上并非寻常，此举可能是有意而作，以回顾贝多芬之第14号弦乐四重奏、马勒之第5號交響曲或深受作曲家喜爱的普罗科菲耶夫之第7號交響曲。
第一乐章采奏鸣曲式，引用作曲家本人之第5号交响曲而含一对位的华彩段。柔板乐章以三段体作，并于曲中部有一带伴奏的华彩段。末乐章为一复杂的回旋曲，有缓慢的引子，于副歌之间入三个插部，在第三个插部再现作品中早前材料以先更有一长华彩段。